# Suure-Jaani
Suure-Jaani (historisk tysk: Groß-St. Johannis) er en by i det centrale Estland. Byen har et indbyggertal på 1.168 (2024) indbyggere og ligger i Põhja-Sakala kommune.